# Ronny Swiggers
Ronny Swiggers (Mechelen, 1961) is een van de succesvolste quizzers van België. In november 2013 werd hij Europees kampioen quizzen in Liverpool. Op 3 juni 2023 werd Ronny Wereldkampioen Quizzen voor Victoria Groce (USA) en Evan Lynch (UK). Tom Troch uit België  werd 4de.
Tweemaal eindigde hij als tweede op het Wereldkampioenschap quizzen, waarbij hij in 2008 achter Mark Bytheway en in 2009 achter Kevin Ashman eindigde. Het daaropvolgende jaar haalde hij brons. Sinds zijn eerste deelname in 2006 eindigde hij telkens in de top tien en sinds 2007 werd hij steeds eerste Belg op het WK. Op het WK dat op 31 juli 2021 simultaan in diverse landen werd georganiseerd kroonde hij zich tot wereldkampioen met een score van 166 op 210.
In 2008 won hij de Europese titel met het Belgische team op het Europees kampioenschap quizzen in Oslo, alwaar hij tevens de competitie voor duo's won, tezamen met Albert November. In 2014 vormde hij een duo met de Fin Tero Kalliolevo en behaalde opnieuw de gouden medaille. Met de nationale ploeg haalde hij nog vijf keer zilver en twee keer brons.
Hij won ook zeven keer het Vlaams kampioenschap. In België zijn de voornaamste concurrenten van Swiggers voormalig Europees kampioen Nico Pattyn en Tom Trogh. Ronny Swiggers speelde jarenlang voor de Mechelse quizploeg Volkam maar is de laatste jaren verbonden aan de West-Vlaamse quizploeg Les Têtes Brulées. Hij woont in Oostende.

## Belangrijkste resultaten
| Jaar | Wereldkampioenschappen | Europese kampioenschappen                                                                              | Open Vlaams kampioenschap | Belgisch Kampioenschap |
| ---- | ---------------------- | --- | ------------------------- | ---------------------- |
| 2004 |                        | , Gent                                                                                                 |                           |                        |
| 2005 |                        | , Tallinn                                                                                              | Individueel               |                        |
| 2006 | 6de WK Individueel     | , Parijs                                                                                               | Individueel               |                        |
| 2007 | 6de WK Individueel     | , Blackpool · EK Landenteams · EK Duo's · 4de EK Individueel                                           | Individueel               |                        |
| 2008 | WK Individueel         | , Oslo · EK Landenteams · EK Duo's · 4de EK Individueel                                                | Individueel               |                        |
| 2009 | WK Individueel         | , Dordrecht · EK Landenteams · 5de EK Individueel                                                      | Individueel               |                        |
| 2010 | WK Individueel         | , Derby · EK Landenteams · 5de EK Individueel                                                          | Individueel               |                        |
| 2011 | 5de WK Individueel     | , Brugge · EK Landenteams · 5de EK Individueel                                                         |                           |                        |
| 2012 | 8ste WK Individueel    | , Tartu · EK Landenteams · EK Ploegenteams · 5de EK Individueel                                        |                           |                        |
| 2013 | 8ste WK Individueel    | , Liverpool · EK Individueel · EK Landenteams ·                                                        | Individueel               |                        |
| 2014 | 7de WK Individueel     | , Boekarest · EK Duo · EK Landenteams · 4de EK Individueel                                             | Individueel               |                        |
| 2015 | 8ste WK Individueel    | , Rotterdam · EK Individueel · EK Landenteams                                                          |                           |                        |
| 2016 | 5e WK Individueel      | , Athene · EK Ploegenteams · EK Landenteams · EK Beeldende kunsten · EK Popmuziek · 4de EK Individueel | Individueel               |                        |
| 2017 | 5e WK Individueel      | , Zagreb · EK Landenteams · 4de EK Individueel                                                         | Individueel               |                        |
| 2018 | 5e WK Individueel      | , Venetië EK Landenteams EK Individueel                                                                |                           |                        |
| 2019 | 6e WK Individueel      | , Sofia EK Landenteams 20ste EK Individueel                                                            |                           |                        |
| 2020 | 4e WK Individueel      | Niet georganiseerd (COVID)                                                                             | Individueel               |                        |
| 2021 | WK Individueel         | Quiz Olympiad individueel Quiz Olympiad Landenteams                                                    |                           |                        |
| 2022 | 5e WK Individueel      | EK Individueel EK Landenteams                                                                          |                           | 6de BK individueel     |
| 2023 | WK Individueel         | |                           | niet deelgenomen       |